# 红眉金翅雀
红眉金翅雀（学名：Callacanthis burtoni），是雀形目燕雀科的一种鸟类。

## 特征
红眉金翅雀体重约38.14克，翼长约97.3毫米，嘴峰长约16.4毫米，喙宽度约8.4毫米，喙厚度约9.4毫米，跗蹠长约19.4毫米，尾长约69.4毫米。红眉金翅雀在其分布区内为留鸟，其栖息在密集的高大树木组成的森林中，食性为草食性，主要食物来源是植物的干果或种子。

## 分布
喜马拉雅山脉（克什米尔至尼泊尔和锡金）。